# Arxiu Comarcal de l'Alta Ribagorça
L'Arxiu Comarcal de l'Alta Ribagorça és un arxiu i equipament cultural instal·lat a l'antic Palau Abacial del Pont de Suert a la vora de la Noguera Ribagorçana. Va ser inaugurat el desembre de 2023. Projectat des de 2009, l'obra va començar el 2019, segons els plans dels arquitectes Ramon Solana i Alejandro Royo.
El Palau Abacial és un edifici d'origen medieval i que ha tingut diferents intervencions al llarg de la seva vida. El Palau té una situació privilegiada al nucli antic de la vila gràcies al campanar, dintre de la façana que configura el poble a la vora est del riu Noguera Ribagorçana. El campanar i l'església vella, on s'exposa la col·lecció d'art Sacre, la biblioteca i l'arxiu a l'entorn d'una plaça, formen el cor cultural del municipi.
Les quatre plantes tenen una superfície de 600,88 m². La planta baixa i la quarta planta són oberts al públics. A les dues altres plantes hi ha els dipòsits que tenen una capacitat de gairebé 1500 metres lineals de documents, amb una climatització que en garanteix una bona conservació. Hi ha una sala per a la conservació de fotos i material multimedia.